# ROOTS (三喜屋・野村モーター's BANDのアルバム)
『ROOTS』は、2006年12月20日にリリースされた三喜屋・野村モーター's BANDの2枚目のカバー・アルバムである。

## 解説
- 前作の『WORKS』に引き続きカバー・アルバムとなっている。

## 収録曲
| 全編曲: 三喜屋・野村モーター's BAND。 |                                    |      |      |
| #                                     | タイトル                           | 作詞 | 作曲 |
| 1.                                    | 「Bad City」                       |      |      |
| 2.                                    | 「雨に泣いている」                 |      |      |
| 3.                                    | 「フライディ・チャイナタウン」     |      |      |
| 4.                                    | 「テレフォン・ノイローゼ」         |      |      |
| 5.                                    | 「ユー・メイ・ドリーム」           |      |      |
| 6.                                    | 「ハレソラ」                       |      |      |
| 7.                                    | 「港のヨーコ・ヨコハマ・ヨコスカ」 |      |      |
| 8.                                    | 「東京エキスプレス」               |      |      |
| 9.                                    | 「一人〜I Stand Alone」            |      |      |
| 10.                                   | 「ジェニーはご機嫌ななめ」         |      |      |
| 11.                                   | 「MAKE UP」                        |      |      |
| 12.                                   | 「スローバラード」                 |      |      |

## 楽曲解説
1. Bad City
2. 雨に泣いている
3. フライディ・チャイナタウン
4. テレフォン・ノイローゼ
5. ユー・メイ・ドリーム
6. ハレソラ
7. 港のヨーコ・ヨコハマ・ヨコスカ
8. 東京エキスプレス
9. 一人〜I Stand Alone
10. ジェニーはご機嫌ななめ
11. MAKE UP
12. スローバラード